# Gynoplistia flavizona
Gynoplistia flavizona är en tvåvingeart. Gynoplistia flavizona ingår i släktet Gynoplistia och familjen småharkrankar.

## Underarter
Arten delas in i följande underarter:
- G. f. flavizona
- G. f. intuta